# Yūsuke Kobayashi
Yūsuke Kobayashi (小林 祐介?, Kobayashi Yūsuke; Urawa, 23 ottobre 1994) è un calciatore giapponese, centrocampista del JEF United.

## Palmarès

### Club

#### Competizioni nazionali
- Coppa dell'Imperatore: 1

Kashiwa Reysol: 2012
- Coppa J. League: 2

Kashiwa Reysol: 2013
Shonan Bellmare: 2018
- J2 League: 1

Kashiwa Reysol: 2019

#### Competizioni internazionali
- Coppa Suruga Bank: 1

Kashiwa Reysol: 2014